# Фил Харис (риболовец)
Вижте пояснителната страница за други личности с името Фил Харис.
Фил Харис, роден през 1956 г. в гр. Бодъл, щата Вашингтон, е американец, капитан на краболовния кораб „Корнилия Мери“ и участник в документалната поредица „Смъртоносен улов“ по Дискавъри Ченъл.

## Кариера
Веднага след гимназия се захваща с ловенето на раци в Берингово море. На 21 г. става най-младия капитан на кораб.
Той е капитан е на „Корнилия Мери“ повече от 20 г. до смъртта си през 2010 г., когато почива от инсулт.